# Carl Gustav Jablonsky

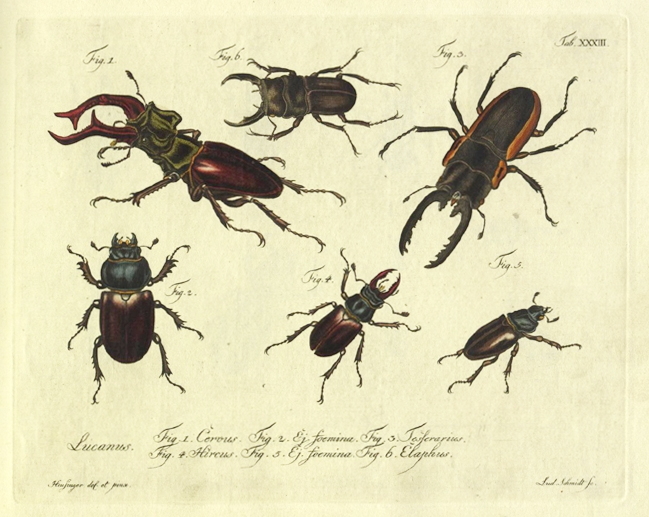
Seiten aus Natursystem aller bekannten in- und ausländischen Insecten

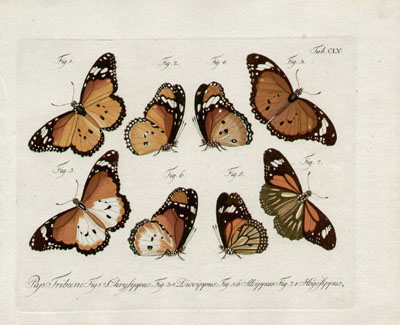
Seiten aus Natursystem aller bekannten in- und ausländischen Insecten

Carl Gustav Jablonsky (* 1756; † 25. Mai 1787) war ein deutscher Naturforscher, Entomologe und Illustrator.

## Leben
Er unternahm den ersten Versuch, die Gattung Coleoptera vollständig nach dem System von Linnaeus zu katalogisieren. Er schaffte die ersten beiden Bände von Natursystem aller bekannten in- und ausländischen Insecten. Nach seinem Tod führte
Johann Friedrich Wilhelm Herbst seine Arbeit fort.
Zugleich arbeitete er auch an der Fortsetzung von Friedrich Martinis „Allgemeine Geschichte der Natur“.
Daneben war Jablonsky auch Privatsekretär der  Königin Elisabeth Christine von Preußen.

## Werke
- Johann Friedrich Wilhelm Herbst und Carl Gustav Jablonsky: Natursystem aller bekannten in- und ausländischen Insecten, als eine Fortsetzung der von Büffonschen Naturgeschichte. Nach dem System des Ritters Carl von Linné bearbeitet: Käfer.